# ریکین
ریکین (به لاتین: Rykkinn) یک منطقهٔ مسکونی در نروژ است که در بروم، نروژ واقع شده‌است.